# Schitul Chițcani
Schitul Chițcani este un schit de călugări din Republica Moldova.